# Dirk Schatz (Politiker, 1978)

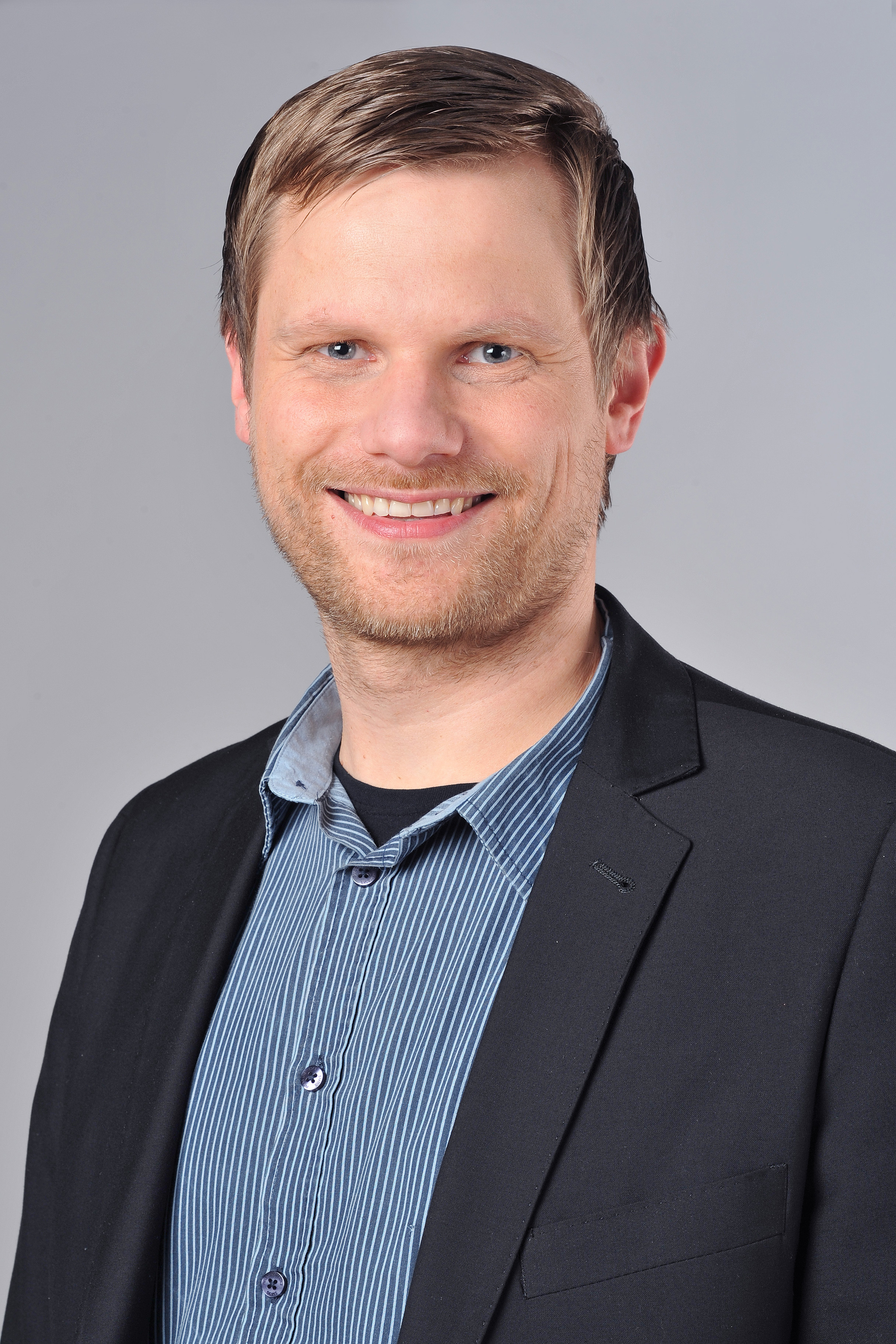
Dirk Schatz

Dirk Schatz (* 30. Dezember 1978 in Bochum) ist ein deutscher Politiker der Piratenpartei und Polizeikommissar a. D. Er war nach den Landtagswahlen 2012 bis 2017 Mitglied im Nordrhein-Westfälischen Landtag, Innenpolitischer Sprecher seiner Fraktion und Mitglied der Vollzugskommission und des Parlamentarischen Kontrollgremiums des Landtags NRW.
Schatz machte 1998 sein Abitur. Er absolvierte ein Jurastudium und leistete vier Jahre eine Offizierslaufbahn in der Bundeswehr ab.
Im Juli 2009 wurde Schatz Mitglied der Piratenpartei. Vor seinem Eintritt in die Piratenpartei war er Mitglied der SPD. Seine thematischen Schwerpunkte liegen bei der Innenpolitik, den Freiheitsrechten und der Justizpolitik. Er war bis zum Antritt seines Mandats im Landtag zweiter Vorsitzender des Kreisverbandes Hagen und trat bei der Landtagswahl in Nordrhein-Westfalen 2010 im Landtagswahlkreis Hagen I als Direktkandidat an, wobei er 2,0 % der Erststimmen erhielt. Bei der Landtagswahl 2010 war er auf Platz 3 der Landesliste, bei der Landtagswahl 2012 zog er über den Listenplatz 16 in den Landtag ein.
Zusammen mit einem weiteren Abgeordneten der Piratenpartei, Nicolaus Kern, zeigte er den nordrhein-westfälischen Finanzminister Norbert Walter-Borjans wegen des Ankaufs von Steuer-CDs an.
Im März 2013 sorgte Schatz für Aufregung, als er sich in einer Plenardebatte zunächst als Islam-Konvertit vorstellte und dann die Radikalisierung deutscher Muslime mit deren Ausgrenzung begründete. Schatz wurde daraufhin unter anderem von Seiten der SPD vorgeworfen, er verharmlose Islamismus. Schatz erklärte nach den Protesten, ihm liege es fern, „Salafisten in Schutz zu nehmen“. Dabei distanzierte er sich von „jede[r] Form von Gewalt“.
Mit dem Ausscheiden der Piratenpartei bei der Landtagswahl in Nordrhein-Westfalen 2017 verlor er sein Mandat.